# Isaak Daniel Itzig

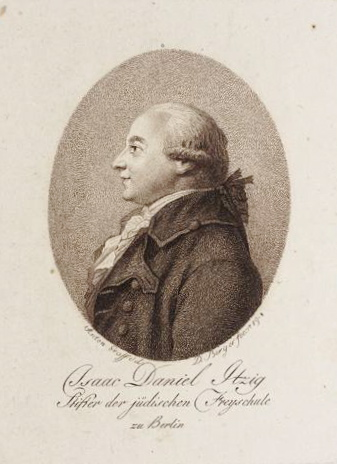
Isaak Daniel Itzig (1789)

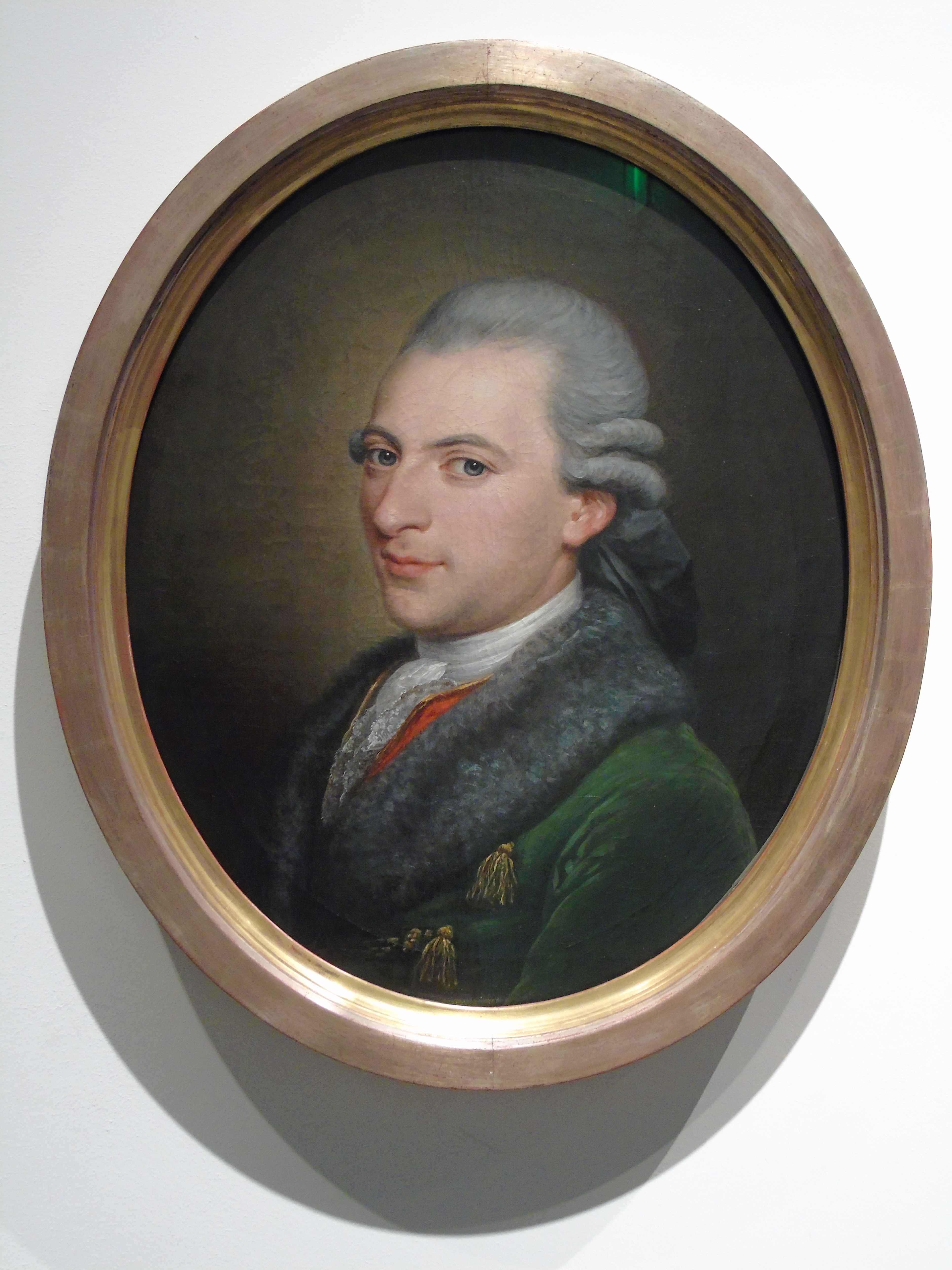
Porträt von Johann Christoph Frisch, Berlin (1777)

Isaak Daniel Itzig (geboren am 20. Dezember 1750 in Berlin; gestorben am 7. Juli 1806 ebenda) war  ein Hoffaktor im Staatsdienst, als preußischer Oberhofbankier, seit 1793 Hofbaurat und Wegebauinspektor sowie, gemeinsam mit seinem Schwager David Friedländer Mitbegründer der jüdischen Freischule Berlin, die er bis zu seinem Tod leitete.
Isaak war Mitglied der Freimaurer-Obermeisterschaft Berlin der Asiatischen Brüder (Ordensname Obermeister Matthias Ben Elohim).

## Familie
Isaak Daniel Itzig war der Sohn des Bankiers Daniel Itzig und der Miriam, geborene Wulff (1727–1788). Er war in erster Ehe (ab 1773) verheiratet mit Henne Veitel Ephraim, die aber bereits 1776 (in Padua) starb; diese Ehe blieb kinderlos. Aus seiner zweiten Ehe (ab 1783) mit Edel (Adelaide), geborene Wulff (1764–1851), stammen neun Kinder. Die Söhne Jakob und Benjamin (Benny) waren Mitbegründer der reformpädagogischen Cauerschen Anstalt. Die Tochter Marianne Louise war verheiratet mit dem Gründer und Direktor des Instituts, Ludwig Cauer.
Die Familie Itzig wurde durch königliches Patent am 2. Mai 1791 naturalisiert.